# Ulrike Maisch
Ulrike Maisch (Alemania, 21 de enero de 1977) es una atleta alemana especializada en la prueba de maratón, en la que ha logrado ser campeona europea en 2006.

## Carrera deportiva
En el Campeonato Europeo de Atletismo de 2006 ganó la medalla de oro en la maratón, recorriendo los 42,195 km en un tiempo de 2:30:01 segundos, llegando a meta por delante de la serbia Olivera Jevtić y la rusa Irina Permitina (bronce con 2:30:53 segundos).